# Barbara Lefebvre
 (février 2023).
Barbara Lefebvre est une enseignante, essayiste et chroniqueuse française, née le 15 janvier 1972 à Paris.
Enseignante dans un collège de banlieue dans les années 2000, elle témoigne en 2002 dans l'ouvrage collectif Les Territoires perdus de la République.
Autrice de plusieurs essais, elle est également chroniqueuse depuis 2019 dans Les Grandes Gueules sur RMC et de 2019 à 2022 sur LCI.

## Biographie
Dans le cadre de sa formation universitaire d'histoire à l'université Paris 1 Panthéon-Sorbonne entre 1994 et 1996, son objet d'étude porte sur la période précoloniale et les débuts de la colonisation au Soudan occidental (actuel Mali). Ses recherches portent sur la figure de Mademba Sy, roi de Sansanding, puis sur les processus d'ethnicisation au Soudan Occidental au début de la période coloniale.
Elle réside une année à l'université hébraïque de Jérusalem, au milieu des années 1990. Le 21 août 1995, l'autobus qui précédait le sien est soufflé par l’explosion d’une bombe, et plusieurs étudiants qu'elle connaît y perdent la vie.
Elle enseigne dans le secondaire l'histoire-géographie, à partir de 1998.
Barbara Lefebvre est titulaire d'une maîtrise de lettres modernes sur Gustave Flaubert (Paris Sorbonne Nouvelle, 2001).
Enseignante dans un collège de Colombes, elle affirme avoir été marquée par les cris de joie dans son collège et dans la cité au moment des attentats du 11 septembre 2001.
En 2003, elle est auditionnée, en tant que professeure agrégée d'histoire-géographie, par la Commission Stasi[réf. nécessaire] dont les travaux aboutiront à la loi sur les signes religieux dans les écoles publiques françaises votée en mars 2004.
En 2004, elle entre à la LICRA, où elle copréside avec Alain Seksig la Commission Éducation. Elle restera membre active du bureau exécutif jusqu'à sa démission à la suite de l'élection d'Alain Jakubowicz à la tête de l'organisation en janvier 2010.
De décembre 2008 à août 2011, elle est chargée de mission au Haut Conseil à l'intégration (HCI) et membre de la mission laïcité du Haut Conseil à l’intégration ; elle participe à la rédaction du rapport de l'Inspection de l'Education nationale, chargé de la mission Laïcité au sein du HCI,.
Depuis 2014, elle est enseignante spécialisée, ayant étudié les conditions de scolarisation en milieu ordinaire des élèves avec des troubles du spectre autistique.
Depuis juin 2017, elle est présidente de l'association Voir et Dire ce que l'on voit qui dénonce la judiciarisation du débat d'idées en France. Cette association est née à la suite du procès intenté à l'historien Georges Bensoussan par le Collectif contre l'islamophobie en France. En 2024, cette association est dissoute par ses fondateurs.

## Présence médiatique et analyses
En 2002, elle contribue à l'ouvrage collectif Les Territoires perdus de la République sous la direction d’Emmanuel Brenner (pseudonyme de Georges Bensoussan). Elle y livre un témoignage personnel sur la montée de l'antisémitisme et du sexisme dans les établissements scolaires des zones urbaines sensibles. Elle dénonce avec ses coauteurs l'inertie des autorités devant la montée de la haine anti-juive et anti-occidentale provenant de jeunes se réclamant de leur identité musulmane. Elle participe activement à la médiatisation de l'ouvrage entre 2003 et 2005 (interventions télévisuelles, radiophoniques, conférences). Ce livre se démarque pour être l'un des premiers à parler d'une possible rupture culturelle dans les quartiers dits « sensibles », face à ce que d'aucuns nomment « la montée de l'islamisme ». La revue Valeurs actuelles parle de ce livre comme d'une publication qui confirmait, avant l'heure, un rapport de l'Inspection générale de l'Éducation nationale, connu sous le nom de Rapport Obin.
En 2005, dans Élèves sous influence co-écrit avec Eve Bonnivard (désormais connue sous le nom de Eve Szeftel), elle analyse avec quel a priori idéologique anti-américain et quelle avalanche de simplifications le terrorisme est, selon elle, présenté par les éditeurs de manuels scolaires,.
Entre 2006 et 2009, elle est membre du comité éditorial du mensuel néoconservateur Le Meilleur des mondes (publié chez Denoël). Entre 2006 et 2010, elle est membre du comité éditorial de la revue Controverses dirigée par Shmuel Trigano.
Elle publie de nombreuses tribunes libres dans la presse française de droite conservatrice (FigaroVox, Causeur, Valeurs Actuelles) sur la question scolaire et éducative, l'antisémitisme, la défense de la laïcité républicaine.
En 2018, dans Génération « j'ai le droit », elle parle de son expérience face à une génération d'élèves et de parents qui, selon elle, croient que leurs droits individuels prévalent sur l'intérêt général dans un phénomène de non-consentement à l'autorité, sensible dans les années 2000 mais encore accentué dans les années 2010 par l'explosion des réseaux sociaux. Elle y parle d'élèves qui se lèvent en plein cours et tutoient leurs enseignants dans une école qui, en étant moins exigeante, se serait délégitimée et aurait perdu sa capacité intégratrice, la crise de l'autorité se doublant d'une crise de la culture.
Barbara Lefebvre est chroniqueuse depuis 2019 dans l'émission de radio-télévision Les Grandes Gueules présentée par Alain Marschall et Olivier Truchot sur RMC et RMC Story. En 2020, elle intervient régulièrement sur LCI.
À partir de 2020, elle rédige régulièrement des articles dans la revue Front Populaire de Michel Onfray et Stéphane Simon, principalement sur les problématiques liées à l'enseignement,,.
En 2022, elle publie 2022. Les Français ont choisi (Plon), qui est une analyse à partir d'une enquête IFOP sur les attentes des électeurs à la veille de l'élection présidentielle de 2022.
En juin 2025, les sociétés des journalistes de BFMTV et RMC réclament son exclusion de leurs antennes, estimant que ses « déclarations haineuses » sur les Palestiniens « entachent la réputation » de leurs rédactions,.

## Prises de position et polémiques
Selon Le Parisien, Barbara Lefebvre est classée dans le camp des conservateurs depuis sa participation à l'ouvrage collectif Les Territoires perdus de la République. Jean-Yves Camus la classe également parmi les conservateurs,.
En 2004, Alain Gresh la qualifie de « pseudo-spécialiste de l’islam », aux côtés de coauteurs d'un hors-série de la revue Cités.
En avril 2017, à la suite de son échange en direct avec Emmanuel Macron alors candidat à la présidence de la République, dans L'Émission politique de France 2 portant sur la fracture culturelle française, Barbara Lefebvre est interpellée par le journaliste Karim Rissouli. Celui-ci, qui l'a invitée comme témoin en tant que professeur de collège, lui reproche alors d'avoir caché son engagement politique en faveur du candidat Les Républicains François Fillon en amont et durant l'émission. En effet, durant l'émission une polémique est née avec la diffusion de tweets rapportant la participation de Barbara Lefebvre à trois tables rondes d'experts de la société civile organisées par « Familles avec Fillon » portant sur le handicap à l'école. Le fait que Barbara Lefebvre n'intervienne qu'en tant que simple professeur et n'affiche pas son appartenance politique en période de campagne électorale posait des questions d'objectivité dans les interventions et d'équité dans le décompte des temps de parole médiatique en période de campagne électorale. En réponse, Barbara Lefebvre assure ne pas faire partie de la campagne officielle de François Fillon. Interrogée sur la présence de son nom sur le site officiel du candidat comme membre du comité national « France solidaire avec Fillon », elle dément, et publie quelques jours plus tard une tribune sur le FigaroVox dans laquelle elle reconnaît qu'elle soutient effectivement François Fillon.
Elle est signataire le 6 juin 2017 de l'appel de 17 intellectuels : « Que la vérité soit dite sur le meurtre de Sarah Halimi ».
En avril 2018, elle signe le « manifeste contre le nouvel antisémitisme » paru dans Le Parisien.
Le 6 avril 2021, sur le plateau de l'émission 24 heures Pujadas (LCI), elle se positionne contre l'euthanasie et le suicide assisté et crée une polémique en déclarant : « Je vais être très triviale : quand on vous annonce une maladie incurable, vous n'êtes pas encore en état végétatif, eh bien, vous sautez d'un pont »,.
Le 20 février 2025, sur le plateau d'une émission d'i24 dans le contexte de la guerre de Gaza, Barbara Lefebvre défend l'idée de « vider la bande de Gaza » et affirme que « les civils de Gaza sont autant responsables que les membres du Hamas et du djihad islamique. Cela devra être payé au prix fort ». Elle soutient le projet de Donald Trump de faire de la bande de Gaza  la « Côte d'Azur du Moyen-Orient » après en avoir éliminé la population : « On ne peut que soutenir le plan Trump et décider une bonne fois pour toutes que la bande de Gaza doit devenir une zone vierge ». Cette déclaration mène à des contestations de la part d'utilisateurs sur le réseau X, mais aussi à un rappel à l'ordre de la part de RMC Radio : elle est écartée un temps des antennes de RMC. Selon Libération, il s'agit d'un appel au nettoyage ethnique.
Elle anime en mai 2025 le gala de Diaspora Defense Forces, une association dont le but est de « réunir et fédérer les meilleurs talents pour défendre l’image de la diaspora et d’Israël », au cours duquel les participants se voient notamment proposer un jeu-concours où il leur est demandé de calculer le pourcentage de civils morts à Gaza. Le député Aymeric Caron saisit le procureur de la République de Paris pour « apologie de crimes d’atteinte à la vie, apologie de crimes de guerre, apologie de crimes contre l’humanité, voire complicité desdits crimes ».

## Ouvrages
- Les Territoires perdus de la République, sous la dir. de Georges Bensoussan, éd. Mille et une nuits 2002 ; rééd. augmentée éd.Hachette Pluriel 2015
- Élèves sous influence, co-écrit avec Eve Bonnivard (désormais connue sous le nom de Eve Szeftel[5]), éd. Audibert, 2005
- Comprendre les génocides du 20e siècle. Comparer-enseigner, co-écrit avec Sophie Ferhadjian, éd. Bréal, 2007
- L'Image des Juifs dans l'enseignement scolaire, co-écrit avec Shmuel Trigano, éd. du Nadir, 2008
- Une France soumise. Les voix du refus, sous la dir. de Georges Bensoussan, éd. Albin Michel, 2017
- Autopsie d'un déni d'antisémitisme. Autour du procès fait à Georges Bensoussan, ouvrage collectif, éd. L'Artilleur, 2017
- Génération « J'ai le droit » : la faillite de notre éducation, Paris, Albin Michel, 2018, 240 p. (ISBN 978-2-226-39821-5)
- C'est ça la France… : qu'a-t-on fait pour mériter ça ?, Paris, Albin Michel, 2019, 224 p. (ISBN 978-2-226-43952-9)
- 2022. Les Français ont choisi, en collaboration avec l'IFOP, Paris, Plon, 2022, 252 p.  (ISBN 978-2-259-31162-5)